# Ras al-Chajma (emirat)
Ras Al-Chajma (arab: رأس الخيمة) – jeden z emiratów Zjednoczonych Emiratów Arabskich, ze stolicą w mieście Ras al-Chajma.

## Geografia
Emirat Ras al-Chajma zajmuje obszar 2486 km². Zlokalizowany jest w północnej części Półwyspu Arabskiego. Od północy graniczy z państwem Oman. W 2018 r. jego populacja wynosiła 416 600 mieszkańców. Emirat jest zarządzany przez szejka Sa’ud ibn Sakr al-Kasimiego.

## Historia
Ras al-Chajma dawniej nosiło nazwę Dżulfar (Julfar) i w VIII i IX w. było zamieszkane przez arabskie plemię Azd. W XVIII w. jego obszar został zasiedlony przez klan Qawasim z plemienia Huwayla. Po brytyjskiej okupacji w okresie od 18 grudnia 1819 do lipca 1821, szejk Sułtan ibn Sakr al-Kasimi podpisał w 1822 r. Traktat Morski z Wielką Brytanią. Od września 1900 r. do 7 lipca 1921 znajdował się w granicach sułtanatu Szardża. 11 lutego 1972 szejk Sakr ibn Muhammad al-Kasimi podjął decyzję o przyłączeniu Ras al-Chajma do Zjednoczonych Emiratów Arabskich.

### Dynastia Al-Kasimi
- Rahman al-Kasimi ?-?
- Matar ibn Rahman al-Kaasimi ?-?
- Raszid ibn Matar al-Kasimi ?-1777
- Sakr I ibn Raszid al-Kasimi 1777–1803
- Sultan I ibn Sakr al-Kasimi 1803–1808 (po raz pierwszy)
- al-Husajn ibn Ali al-Kasimi 1808–1814
- al-Hasan ibn Rahman al-Kasimi 1814–1820
- Sułtan I ibn Sakr al-Kasimi 1820–1866 (po raz drugi)
- Ibrahim ibn Sultan al-Kasimi 1866–1867
- Chalid ibn Sultan al-Kasimi 1867–1868
- Salim ibn Sultan al-Kasimi 1868–1869
- Humajd ibn Abdullah al-Kasimi 1869–1900

1900-1921 część emiratu Szardża
- Sultan II ibn Salim al-Kasimi 1921–1948
- Sakr II ibn Muhammad al-Kasimi 1948–2010
- Chalid ibn Sakr al-Kasimi 1999–2003 (de facto)
- Saud ibn Sakr al-Kasimi 2003- nadal (de facto)

## Edukacja

### Szkoły
Nauka w szkołach odbywa się w języku arabskim. Wiele szkół średnich jest prywatna, m.in. The Egyptian School i Badr Primary School.
Funkcjonują tam również ośrodki angielskie oferujące różne stopnie nauczania: GCSE, IGCSE, A Levels, O Levels, czy CBSE:
- Ras Al Khaimah English Speaking School
- The International School of Choueifat
- Indian School Ras Al Khaimah
- The New Indian Higher Secondary School
- Pakistani Higher Secondary School
- Indian Public High School

### Uniwersytety
W mieście Ras al-Chajma działają lokalne uniwersytety państwowe oraz uniwersytety, stanowiące placówki zagranicznych instytucji:
- Uniwersytet Ittihad
- Królewska Szkoła Nauk Stosowanych i Technologii
- Uniwersytet George'a Masona z Wirginii Zachodniej
- Wyższa Szkoła Technologii

## Transport
W Ras al-Chajma głównym środkiem transportu są taksówki. Trasy dalekiego zasięgu obsługują autobusy. Z Ras al-Chajma można dojechać do Dubaju, Szardży, Adżman, Umm al-Kajwajn i Fudżajry.
Trzy autostrady łączą się z innymi południowymi emiratami oraz z portem lotniczym w kierunku Chattu, Masafi, Fudżajry, Thaid i dalej Omanu. Najbardziej ruchliwą jest autostrada przecinająca emirat z Umm al-Kajwajn przez Adżman (60 km) i Szardżę (71 km) do Dubaju (87 km).
Emirat Ras al-Chajma posiada port morski Sakr, usytuowany w przemysłowej części Chaur Chuwajr. Znajdują się w nim hale towarowe o pow. 40 000 m². Port ma charakter przeładunkowy, oferuje usługę obsługi statków, zmiany załogi oraz przechowywania towarów na otwartej i zadaszonej powierzchni 40 000 m². Kursuje tam linia do Bandar-e Abbas w Iranie.
Port lotniczy Ras al-Chajma łączy Środkowy Wschód, północno-wschodnią Afrykę, Azję Środkową, Indie i Daleki Wschód. W sumie lotnisko obsługuje 27 linii lotniczych w tym Gulf Air, Egypt Air, Indian Airlines, Aeroflot, Pakistan International Airlines.
17 lutego 2006 zatwierdzono plan zbudowania na terenie emiratu - za 265 milionów dolarów - komercyjnego kosmodromu dla celów turystyki kosmicznej.